# Гришин, Николай Николаевич (поэт)
Николай Николаевич Гришин (1913—1978) — советский русский поэт, член Союза писателей СССР.

## Биография
Родился 1 марта 1913 года на Рязанщине, в семье крестьянина-бедняка. В пять лет остался сиротой, познал голод и нужду. Окончил семилетку в детском доме. В семнадцать лет поступил в Ленинградский индустриально-педагогический техникум.
Начал печататься в 15 лет. Дружил с поэтами Александром Благовым,
Владимиром Жуковым, писателем Михаилом Шошиным.
В 17 лет побывал на выступлении Владимира Маяковского.
Служил в армии с 1939 года, участвовал в боях на Карельском перешейке. С июня 1941 года по середину 1942 года принимал участие в Великой Отечественной войне, был демобилизован в связи с потерей зрения.
С 1951 года жил в Вичуге. Печатался в центральных газетах и журналах. Первая книга Н. Гришина «Стихи» была выпущена в Иванове в 1961 году. Затем появились сборники «Самое заветное», «Свежо-молодо», «Теплый ветер», «Добрица», «Лазурь».
В 1962 году по рекомендации таких поэтов как В. Рождественский, В. Жуков, М. Шошин, Николай Гришин был принят в члены союза писателей СССР. Многие стихи поэта переложены на музыку, например, написанный в соавторстве с Г. Кокориным «Вичугский вальс».
Умер в 1978 году.